# Ananda

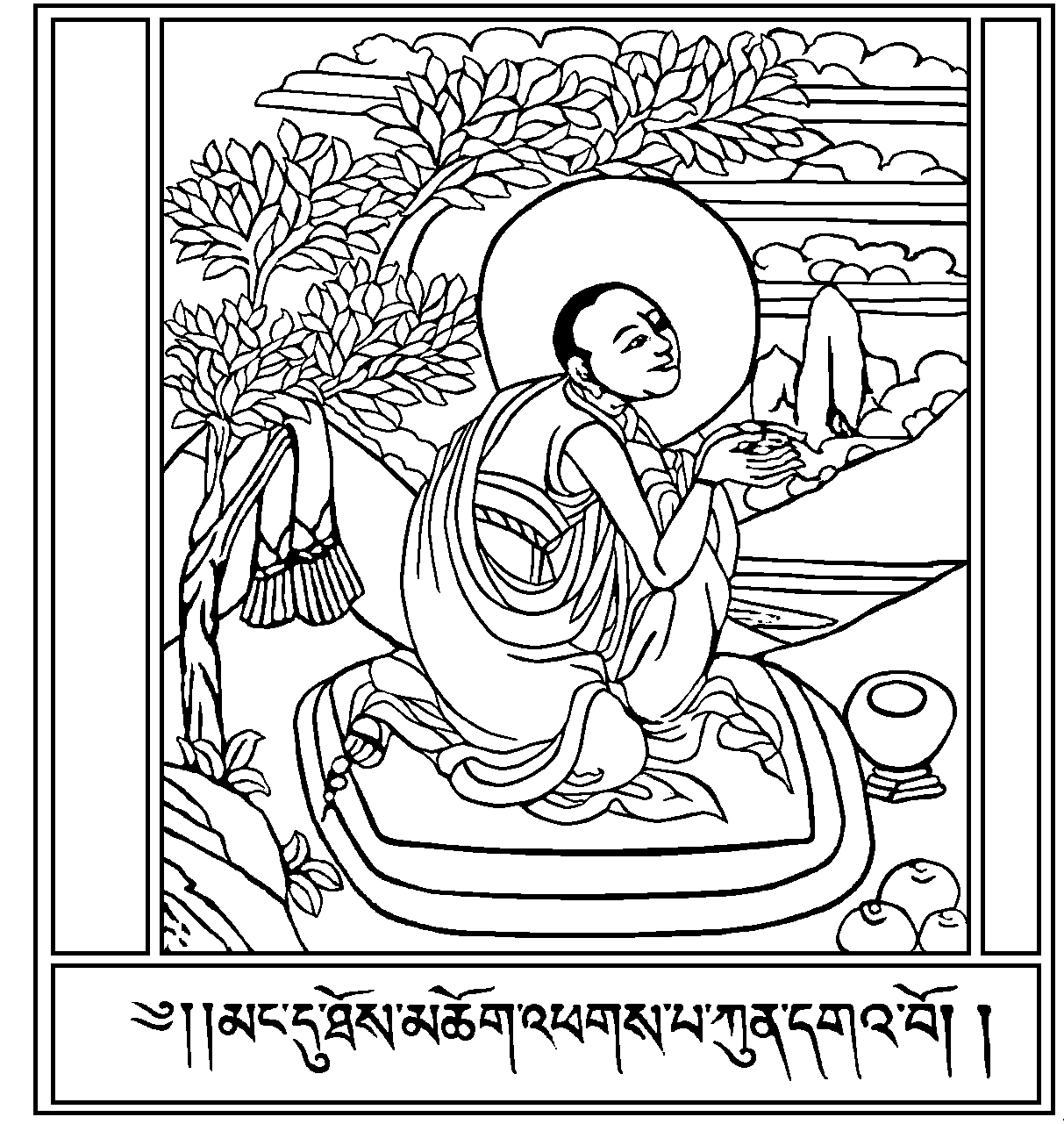
Ananda

Ananda (del sánscrito आनन्द, ānanda, ‘alegría, felicidad suprema’) fue primo hermano de Śākyamuni (Buda Gautama, el buda histórico) y uno de sus principales discípulos.
Los eruditos se muestran escépticos sobre la historicidad de muchos eventos en la vida de Ananda, especialmente el Primer Consejo, y aún no se ha establecido un consenso al respecto. Se puede extraer un relato tradicional de los primeros textos, comentarios y crónicas poscanónicas. Ananda tuvo un papel importante en el establecimiento de la orden de bhikkhunīs (en sánscrito: भिक्षुणी, romanizado: bhikṣuṇī, lit. 'mujer mendicante'), cuando le pidió al Buda en nombre de la madre adoptiva de este último Mahāpajāpati Gotamī (en sánscrito: महाप्रजापती गौतमी, Mahāprajāpatī Gautamī) para permitirle ser ordenada. Ananda también acompañó al Buda en el último año de su vida y, por lo tanto, fue testigo de muchos dogmas y principios que el Buda transmitió antes de su muerte, incluido el conocido principio de que la comunidad budista debe tomar su enseñanza y disciplina como refugio. y que no nombraría un nuevo líder. El período final de la vida de Buda también muestra que Ananda estaba muy apegado a la persona de Buda, y vio la muerte de Buda con gran tristeza.

## Biografía
Nació en la región de Kapila Vastu, en la tribu de los Śākia y dentro de la casta de los chatría; su madre fue Mriguí y su padre, según diferentes versiones, fue Amitodana o Sukkhodana (en todo caso, ambos fueron hermanos de Suddhodana, el padre de Buda).
Se unió a la sangha, junto con su hermano Anuruddha y otros nobles shakias, cuando contaba con 37 años, durante el segundo año de predicación de Buda, quien posteriormente lo seleccionó personalmente de entre su séquito para que fuera su asistente personal.
Ananda estuvo de acuerdo en servir a su maestro, sin embargo, queriendo evitar que surgiera envidia en los demás discípulos y orgullo en él a causa de su cargo, pidió que se cumplieran ciertas condiciones: no gozaría de privilegios tales como regalos, comida, ropa o alojamiento especial; tampoco acompañaría a Buda a las invitaciones personales con que algunas personas lo agasajaban; por otro lado, pensando en que sus ocupaciones no le apartaran del sendero espiritual, solicitó a Buda tener la posibilidad de consultarle en cualquier momento sobre las dudas de dharma (deber religioso) que pudieran surgirle así como poder volver a escuchar las enseñanzas que su maestro hubiera impartido estando él ausente; finalmente pidió ser él personalmente quien presentase ante su maestro a las personas de fuera que acudiesen a verle.
Buda aceptó sus condiciones y así fue como Ananda permaneció junto a él hasta el momento de su muerte, sirviéndole con gran dedicación durante veinticinco años, según consta en el Canon Pali. Sin embargo, fue mucho más que un sirviente y su relación con Buda llegó a ser la de una estrecha amistad.
Ananda era tenido en alta consideración por el resto de los monjes, quienes a menudo, luego de que Buda hubiese impartido una enseñanza, acudían a él en busca de exposiciones detalladas gracias a su reputación de poder exponer el Dharma con claridad; incluso, llegó a reemplazar a su maestro en ciertas ocasiones, recibiendo después palabras de admiración y regocijo por parte del mismo Buda.
Según el Anguttara-nikaya (3.78), tras una exposición de Ananda, luego de que este se hubiera retirado de la reunión, Buda dijo ante los monjes: “Ananda todavía está en el sendero del adiestramiento. Sin embargo, es difícil hallar a alguien que lo iguale en sabiduría”.
Está escrito que, gracias a la intervención de Ananda, las mujeres pudieron ingresar en la orden budista; se dice que Mahāprajāpatī Gautami, tía y madre adoptiva de Buda, habiendo tomado la decisión de abandonar la vida mundana después de la muerte de su marido y liderando a muchas otras esposas śākia, solicitó al maestro que les permitiera ordenarse, a lo cual este se negó hasta en tres ocasiones.
En una demostración de férrea voluntad, las mujeres siguieron a Buda a pie desde Kapilavastu hasta Vesāli, presentándose de nuevo ante él con el cuerpo cubierto de polvo y los pies hinchados reiterando su deseo de pertenecer a la Sangha; Ananda, conmovido, decidió interceder por ellas y planteó él mismo la petición a Buda, recibiendo también la negativa del maestro; sin desanimarse, Ananda insistió preguntándole si las mujeres que decidieran abandonar la vida mundana y vivieran según los preceptos monásticos podrían alcanzar logros espirituales y, finalmente, el estado de Arhat, a lo cual respondió afirmativamente; posteriormente, resaltó el hecho que Mahāprajāpatī había cuidado de él cuando era un niño, después de la muerte de su madre Mahamaya, argumento que terminó por convencer a Buda quien desde ese momento aceptó la conformación de una orden femenina.
Cuando Ananda vio que estaba cerca el paranirvāṇa de Buda, expresó su abatimiento por no haber alcanzado aún el estado de Arhat a pesar de haber estado tan cerca de su maestro, ante lo cual recibió las palabras de consuelo de este, quien le indicó que había ganado mucha sabiduría y mérito en el transcurso de los veinticinco años que había pasado a su servicio, instándole a que se esforzase un poco más pues recibiría su recompensa en poco tiempo.
Debido a su extraordinaria memoria, reconocida por el resto de la comunidad budista, Ananda habría de desempeñar un papel muy importante en el Primer Concilio Budista, convocado por Mahākāśyapa en Rājagṛha después de la muerte de Buda con el propósito de recopilar y organizar su doctrina.
Según se dice, Anuruddha propuso que, aunque la presencia de Ananda fuera indispensable, no se le permitiera asistir a no ser que alcanzara la liberación; así fue como Ananda decidió entrar en retiro y aplicarse con todas sus fuerzas en alcanzar tal objetivo; la madrugada del día del Concilio, ante el hecho de que aún no había alcanzado lo que se proponía, decidió irse a dormir, alcanzando el estado de Arhat en ese momento.
Fue así que Ananda se presentó al Concilio y, gracias a sus recuerdos, se confeccionó el Sutra-pitaka (lit.: ‘cesta de los discursos’), la segunda de las tres partes que componen el denominado Tripiṭaka o Canon Pali, que son las escrituras budistas oficiales.
En estas escrituras, en los cuatro primeros Nikayas, se puede leer frecuentemente la frase: "Así oí yo decir" antes de las palabras de Buda; ese "yo" se supone que es pronunciado por Ananda quien se convertiría en el segundo sucesor de Buda, después de Mahākāśyapa.
El Canon Pali no menciona la muerte de Ananda, sin embargo, el célebre monje budista chino Fa Hsien, recogió en su peregrinación a la India una antigua tradición según la cual, cuando Ananda rondaba los 120 años, presintiendo su muerte, nombró como su sucesor a Śānavāsika y decidió realizar un viaje de Rājagṛha a Vesāli; una vez llegado allí, decidió alojarse en una isla en medio del Ganges.
Tan pronto los príncipes y habitantes de Vesāli se percataron de la presencia de Ananda, acudieron a verle desde una de las riberas del río; en la otra ribera, se presentaron el rey Ajātashatru (rey de Magadha) y su séquito, que habían ido tras Ananda desde Rājagṛha.
Unos y otros, le pedían a Ananda que fuera hacia su lado del río para morir y él, demostrando su gentileza y compasión, para evitar cualquier clase de disputa entre los dos bandos a causa suya, usó sus poderes psíquicos elevándose por los aires y haciendo que su cuerpo fuera consumido por el fuego para, finalmente, dejar que sus cenizas se dividieran cayendo a ambos lados del río.

## Legado

En la iconografía Mahāyāna, Ānanda suele representarse flanqueando a Buda por el lado derecho, junto con Mahākassapa por el izquierdo.

Ānanda es representado como un elocuente orador, que a menudo enseñaba sobre el yo y sobre la meditación. Existen numerosos textos budistas atribuidos a Ānanda, entre ellos el Atthakanāgara Sutta, sobre métodos de meditación para alcanzar el Nirvana; una versión del Bhaddekaratta Sutta (en sánscrito: Bhadrakārātrī, pinyin, shanye), sobre vivir el momento presente; el Sekha Sutta, sobre la formación superior de un discípulo del Buda; el Subha Suttanta, sobre las prácticas que el Buda inspiró a otros a seguir. En el Gopaka-Mogallānasutta, tuvo lugar una conversación entre Ānanda, el brahmán Gopaka-Mogallāna y el ministro Vassakara, siendo este último el más alto funcionario de la región de Magadha. Durante esta conversación, que tuvo lugar poco después de la muerte del Buda, Vassakara preguntó si ya estaba decidido quién sucedería al Buda. Ānanda respondió que no se había designado tal sucesor, pero que en su lugar la comunidad budista tomaba como refugio las enseñanzas y la disciplina del Buda. Además, los saṅgha ya no tenían al Buda como maestro, sino que honraban a aquellos monjes que eran virtuosos y dignos de confianza. Además de estos suttas, una sección del Theragāthā se atribuye a Ānanda. Incluso en los textos atribuidos al propio Buda, a veces se representa a Ānanda dando nombre a un texto concreto, o sugiriendo un símil al Buda para que lo utilice en sus enseñanzas.
En el budismo de Asia oriental, Ānanda es considerado uno de los diez discípulos principales. En muchos textos sánscritos indios y de Asia oriental, Ānanda es considerado el segundo patriarca del linaje que transmitió las enseñanzas de Buda, siendo Mahākassapa el primero y Majjhantika o Saṇavāsī siendo la tercera. Existe un relato que se remonta a las tradiciones textuales Sarvāstivāda y Mūlasarvāstivāda que afirma que antes de morir Mahākassapa, otorgó la enseñanza de Buda a Ānanda como un traspaso formal de autoridad, diciéndole a Ānanda que transmitiera la enseñanza al alumno de Ānanda, Saṇavāsī.. Más tarde, justo antes de que Ānanda muriera, hizo lo que Mahākassapa le había dicho. Los estudiosos budistas Akira Hirakawa y Bibhuti Baruah han expresado escepticismo sobre la relación maestro entre Mahākassapa y Ānanda, argumentando que había discordia entre los dos, como se indica en los primeros textos. En cualquier caso, queda claro en los textos que se refiere a una relación de transmisión de enseñanzas, en oposición a una relación upajjhāya en un linaje de ordenación: ninguna fuente indica que Mahākassapa fuera el upajjhāya de Ānanda. En la iconografía Mahāyāna, Ānanda se representa a menudo flanqueando a Buda por el lado derecho, junto con Mahākassapa a la izquierda. En la iconografía Theravāda, sin embargo, Ānanda no suele representarse de esta manera, y el motivo de la transmisión del Dhamma a través de una lista de patriarcas no se encuentra en las fuentes Pāli.

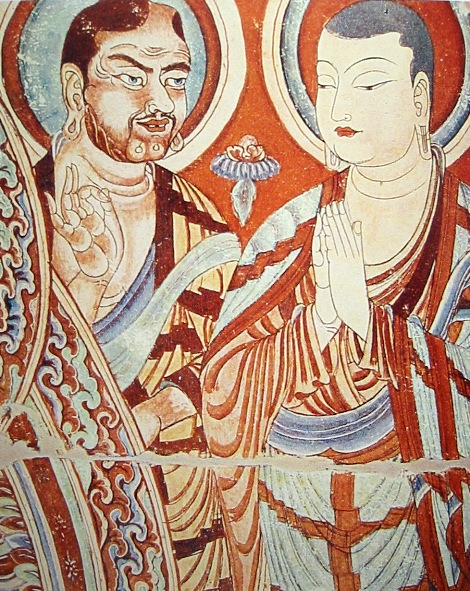
8th,Pintura china del siglo IX, que representa a dos monjes vestidos con robes hechos de piezas. La tradición Pāli dice que Ānanda diseñó la túnica del monje budista, basándose en la estructura de los campos de arroz.

Debido a que Ānanda fue instrumental en la fundación de la comunidad bhikkhunī, ha sido honrado por los bhikkhunīs por esto a lo largo de la historia budista. Los primeros rastros de esto se pueden encontrar en los escritos de Faxian y Xuan Zang, que informó de que las bhikkhunīs hacían ofrendas a un stūpa en honor de Ānanda durante las celebraciones y días de observancia. De forma similar, en la China del siglo V y el Japón del siglo X, se compusieron textos budistas que recomendaban a las mujeres mantener los ocho preceptos semimonásticos en honor y gratitud a Ānanda. En Japón, esto se hacía mediante el formato de un ritual de penitencia llamado keka (en chino: 悔過).En el siglo XIII, en Japón se había desarrollado un interés de tipo culto por Ānanda en una serie de conventos, en los que se utilizaban imágenes y estūpas y se celebraban ceremonias en su honor. En la actualidad, la opinión entre los estudiosos está dividida en cuanto a si el culto a Ānanda entre las bhikkhunīs era una expresión de su dependencia de la tradición monástica masculina, o todo lo contrario, una expresión de su legitimidad e independencia..
Los textos Pāli Vinaya atribuyen a Ānanda el diseño de la túnica budista monje. A medida que el budismo prosperaba, más laicos empezaron a donar telas caras para las túnicas, lo que ponía a los monjes en peligro de robo. Para disminuir su valor comercial, los monjes cortaban la tela ofrecida antes de coser una túnica con ella. El Buda pidió a Ānanda que pensara en un modelo de túnica budista, hecha con pequeños trozos de tela. Ānanda diseñó un modelo de túnica estándar, basado en los campos de arroz de Magadha, que estaban divididos en secciones por bancos de tierra. Otra tradición relacionada con Ānanda es la recitación de paritta. Los budistas Theravāda explican que la costumbre de rociar agua durante la recitación paritta tiene su origen en la visita de Ānanda a Vesālī, cuando recitó el Ratana Sutta y roció agua de su cuenco de limosnas. Una tercera tradición que a veces se atribuye a Ānanda es el uso del árbol Bodhi en el budismo. Se describe en el texto Kāliṅgabodhi Jātaka que Ānanda plantó un árbol Bodhi como símbolo de la iluminación de Buda, para dar a la gente la oportunidad de presentar sus respetos a Buda. Este árbol y santuario llegaron a conocerse como el Árbol Bodhi de Ānanda, del que se dice que creció de una semilla del Árbol Bodhi original bajo el cual se representa que Buda alcanzó la iluminación. Muchos de este tipo de santuarios con Árbol Bodhi en el Sudeste Asiático se erigieron siguiendo este ejemplo. En la actualidad, el Árbol Bodhi de Ānanda se identifica a veces con un árbol en las ruinas de Jetavana, Sāvatthi, basándose en los registros de Faxian.